# Nurallao

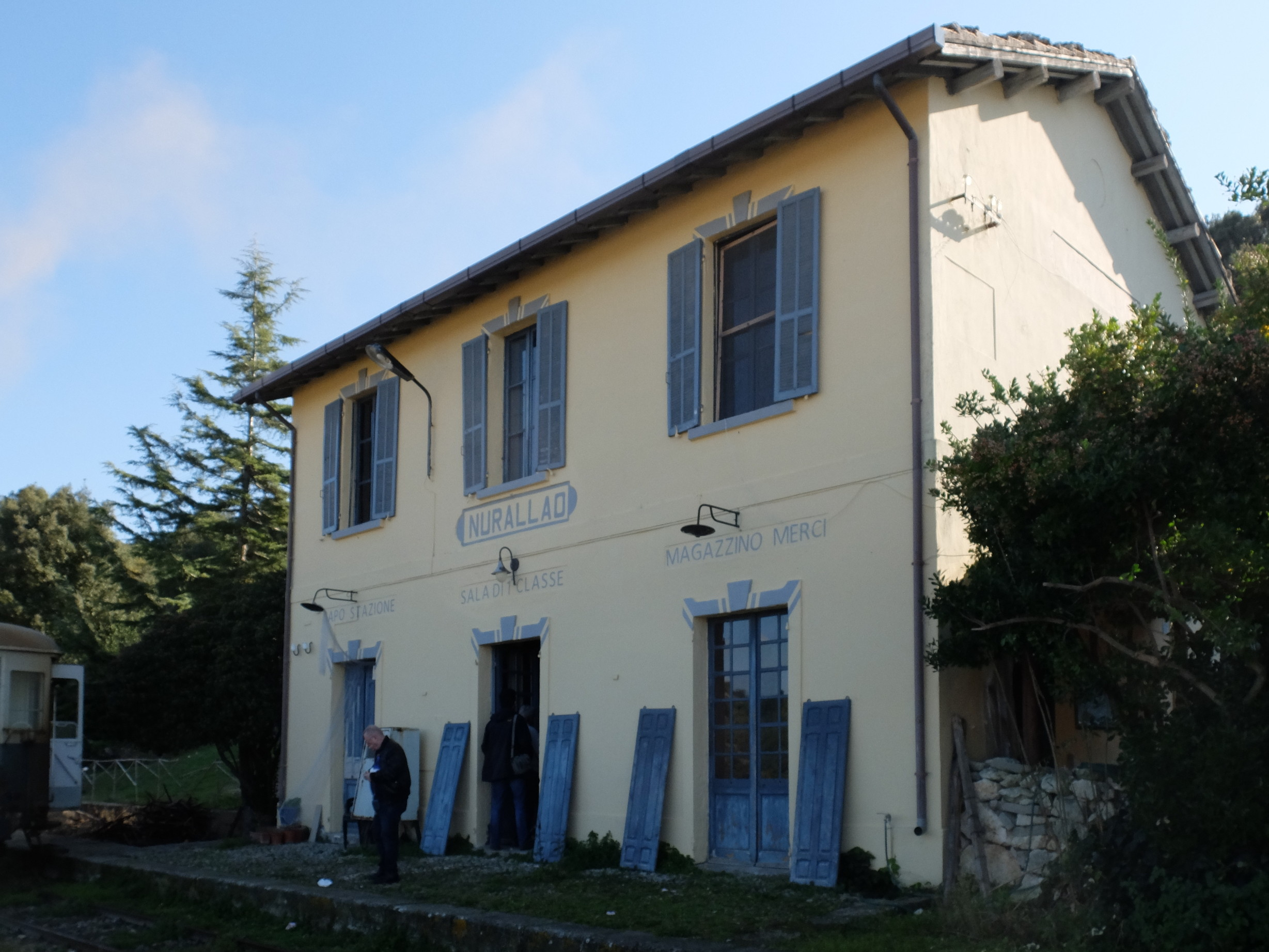
Bahnhof Nurallao

Nurallao ist eine italienische Gemeinde mit 1126 Einwohnern (Stand 31. Dezember 2023) etwa 60 km nördlich von Cagliari im äußersten Norden der Metropolitanstadt Cagliari auf Sardinien. Nurallao besitzt einen Bahnhof an der schmalspurigen Bahnstrecke Isili–Sorgono, der in den Sommermonaten vom Trenino Verde bedient wird. Nurallao bedeckt eine Fläche von 34,7 km². Interessant ist die beim Ort gelegene Landkirche „Madonna della Strada“, die jährlich am 11. August Ziel einer Wallfahrt ist.
Die Nachbargemeinden Nurallaos sind: Isili, Laconi (Provinz Oristano) und Nuragus.
Das Gigantengrab von Aiòdda liegt bei Nurallao.